# Зелдин, Ли
Ли Майкл Зе́лдин (англ. Lee Michael Zeldin; род. 30 января 1980, Ист-Медоу, Нью-Йорк) — американский политический и государственный деятель, адвокат, член Республиканской партии США. 17-й Администратор Агентства по охране окружающей среды с 29 января 2025 года. 
Член Палаты представителей США от 1-го избирательного округа Нью-Йорка с января 2015 по январь 2023 года, представляющий Республиканскую партию. Администратор Агентства по охране окружающей среды (с 2025).

## Биография
Зелдин вырос в Ширли, округ Саффолк, штат Нью-Йорк и окончил William Floyd High School в 1998 году. Получил степень бакалавра искусств в Университете штата Нью-Йорк в Олбани в 2001 году, доктора права — в Школе права в Олбани в 2003 году.
В 2010 году был избран в Сенат штата Нью-Йорк от 3-го избирательного округа, одержав победу над действующим сенатором-демократом Брайаном Фоли, в 2012 году переизбрался на второй срок.
В 2008 году безуспешно пытался избраться в Палату представителей США от 1-го избирательного округа Нью-Йорка, проиграв демократу Тиму Бишопу. В 2014 году решил снова участвовать в выборах против него и на этот раз победил, набрав 54 % голосов избирателей.
В июле 2022 года подвергся нападению в Перинтон во время его предвыборной речи перед избирателями.
В ноябре 2024 года Трамп номинировал Ли Зелдина на должность Администратора Агентства по охране окружающей среды. 29 января 2025 вступил в должность.

## Ссылки

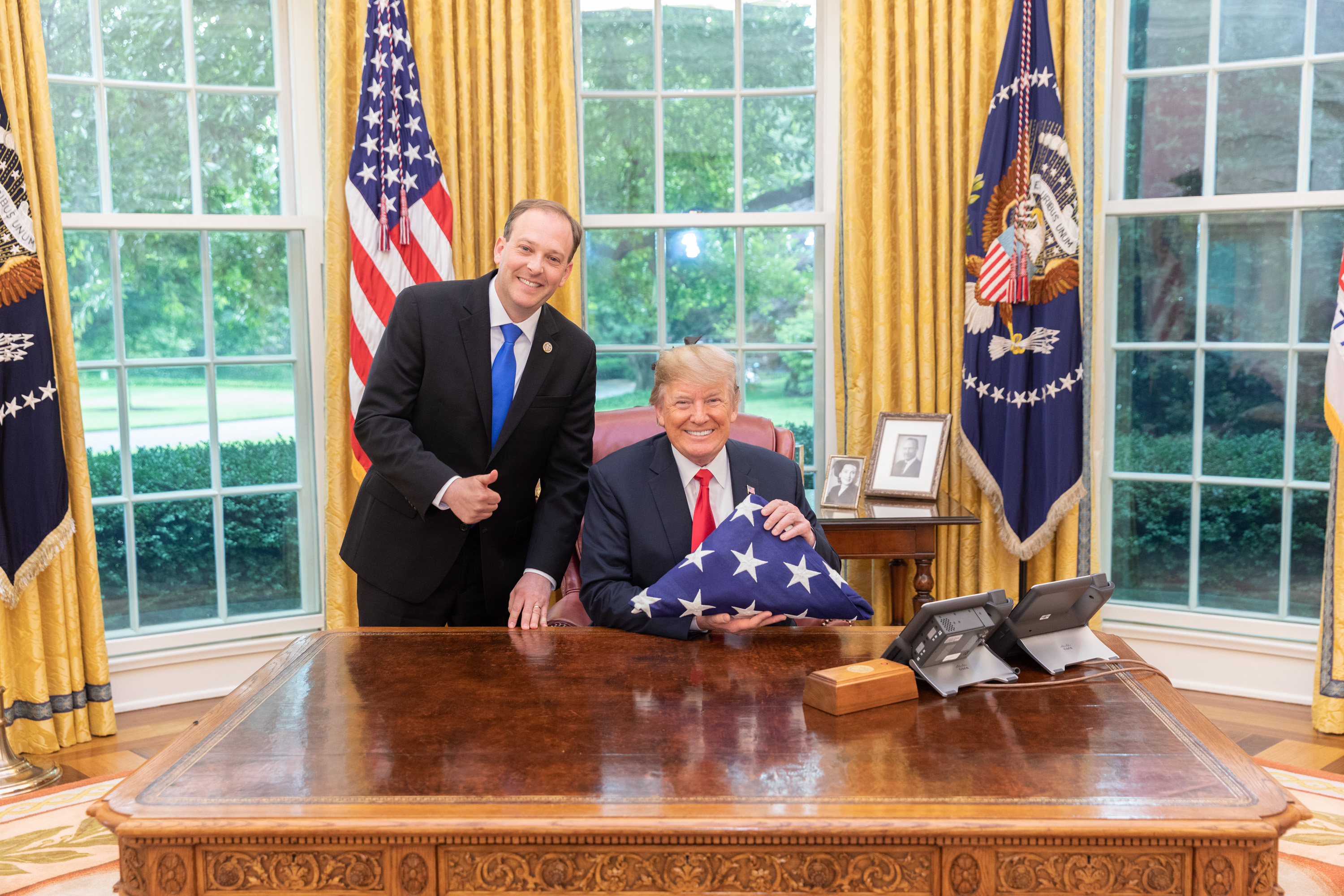
Зелдин с президентом США Дональдом Трампом, 2018 год.